# 南倉駅
南倉駅（ナムチャンえき）は、大韓民国蔚山広域市蔚州郡温陽邑南倉里に所在する、韓国鉄道公社の駅。
2004年9月4日に駅舎が登録文化財第105号に登録された。

## 利用可能な鉄道路線
- 韓国鉄道公社
  - 東海線(ムグンファ号)
  - 東海電鉄線(広域電鉄)

## 駅構造
- 島式ホーム1面2線の地上駅。

## 駅周辺
- 温陽初等学校
- 温陽邑事務所
- 温陽郵便局
- 南倉初等学校

## 歴史
- 1935年12月16日 - 営業開始。
- 2004年9月4日 - 大韓民国登録文化財第105号に登録された。
- 2016年12月30日 - 東海南部線が東海線に編入。[1]
- 2021年12月28日 - 東海電鉄線が日光駅 - 太和江駅間で延伸開業[2]。

## 隣の駅
韓国鉄道公社
東海線
ムグンファ号
機張駅 - 南倉駅 - 太和江駅
●東海電鉄線(広域電鉄)
西生駅 - 南倉駅 - 望陽駅
温山線(貨物線)
南倉駅 - 温山駅